# Хатынгнах (Якутия)
Хатынгна́х (якут. Хатыҥнаах) — село в Среднеколымском улусе Республики Саха (Якутия) России. Административный центр и единственный населённый пункт Хатынгнахского наслега.

## География
Село находится в северо-восточной части Якутии, в пределах Колымской низменности, на расстоянии примерно 47 км (по прямой) к западу от Среднеколымска, административного центра улуса. Абсолютная высота — 42 м над уровнем моря.
Климат
Климат характеризуется как резко континентальный. Средняя температура воздуха самого тёплого месяца (июля) составляет 12 °C; самого холодного (января) — −38 °C. Среднегодовое количество атмосферных осадков составляет 150—200 мм.
Часовой пояс
Село Хатынгнах находится в часовой зоне МСК+8. Смещение применяемого времени относительно UTC составляет +11:00.

## История
Согласно закону Республики Саха (Якутия) от 30 ноября 2004 года N 173-З N 353-III, село стало центром муниципального образования Хатынгнахский наслег.

## Население
| 2002 | 2010 | 2012 | 2013 | 2014 | 2015 | 2016 |
| ---- | ---- | ---- | ---- | ---- | ---- | ---- |
| 310  | ↘294 | ↘282 | ↘266 | ↘262 | ↘257 | ↘256 |
| 2017 | 2018 | 2019 | 2020 | 2021 |      |      |
| ↘249 | ↘242 | ↘241 | ↘239 | ↗241 |      |      |

Половой состав
По данным Всероссийской переписи населения 2010 года, в гендерной структуре населения мужчины составляли 47,3 %, женщины — соответственно 52,7 %.
Национальный состав
Согласно результатам переписи 2002 года, в национальной структуре населения якуты составляли 80 % из 310 чел.

## Улицы
- ул. Лесная,
- ул. Молодёжная,
- ул. Победы[19].

## Транспорт
Транспортное сообщение осуществляется по автозимнику Среднеколымск — Хатынгнах, а также воздушным транспортом.